# Galium galiopsis
Galium galiopsis är en måreväxtart som först beskrevs av Hand.-mazz., och fick sitt nu gällande namn av Friedrich Ehrendorfer. Galium galiopsis ingår i släktet måror, och familjen måreväxter. Inga underarter finns listade i Catalogue of Life.